# Школа № 10 (Биробиджан)
Школа № 10 — средняя общеобразовательная школа в Биробиджане. В 1930-х годах — 2 учебных класса, а с 1938 года — отдельная школа-семилетка, в которой преподавалось на идише, русском и мордовском. С 1954 года — Биробиджанская средняя школа. С 2012 года — МБОУ СОШ № 10, имеющая право на ведение образовательной деятельности.

## История

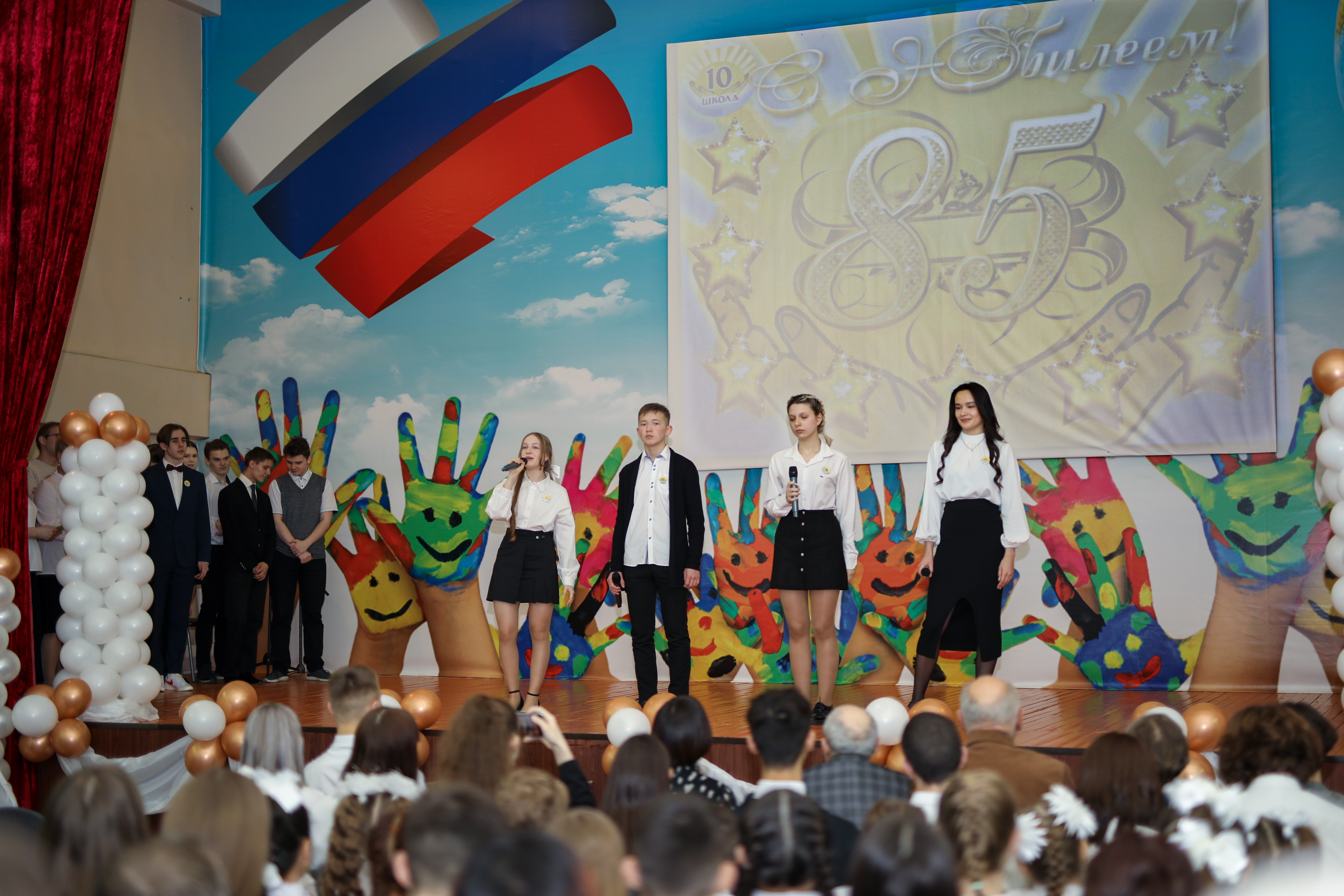
Ученики 10 школы произносят речь на юбилее

Школа была основана в 1930-х годах как 2 учебных класса на старой проходной завода «Дальсельмаш». Официально же школа ведёт свою историю с 1938 года, когда для неё было построено отдельное двухэтажное здание. Первоначально она являлась школой-семилеткой. Преподавание велось на идише, русском и мордовском. Первым директором был Мирон Юдчак. В 1940 году состоялся первый выпуск школы.

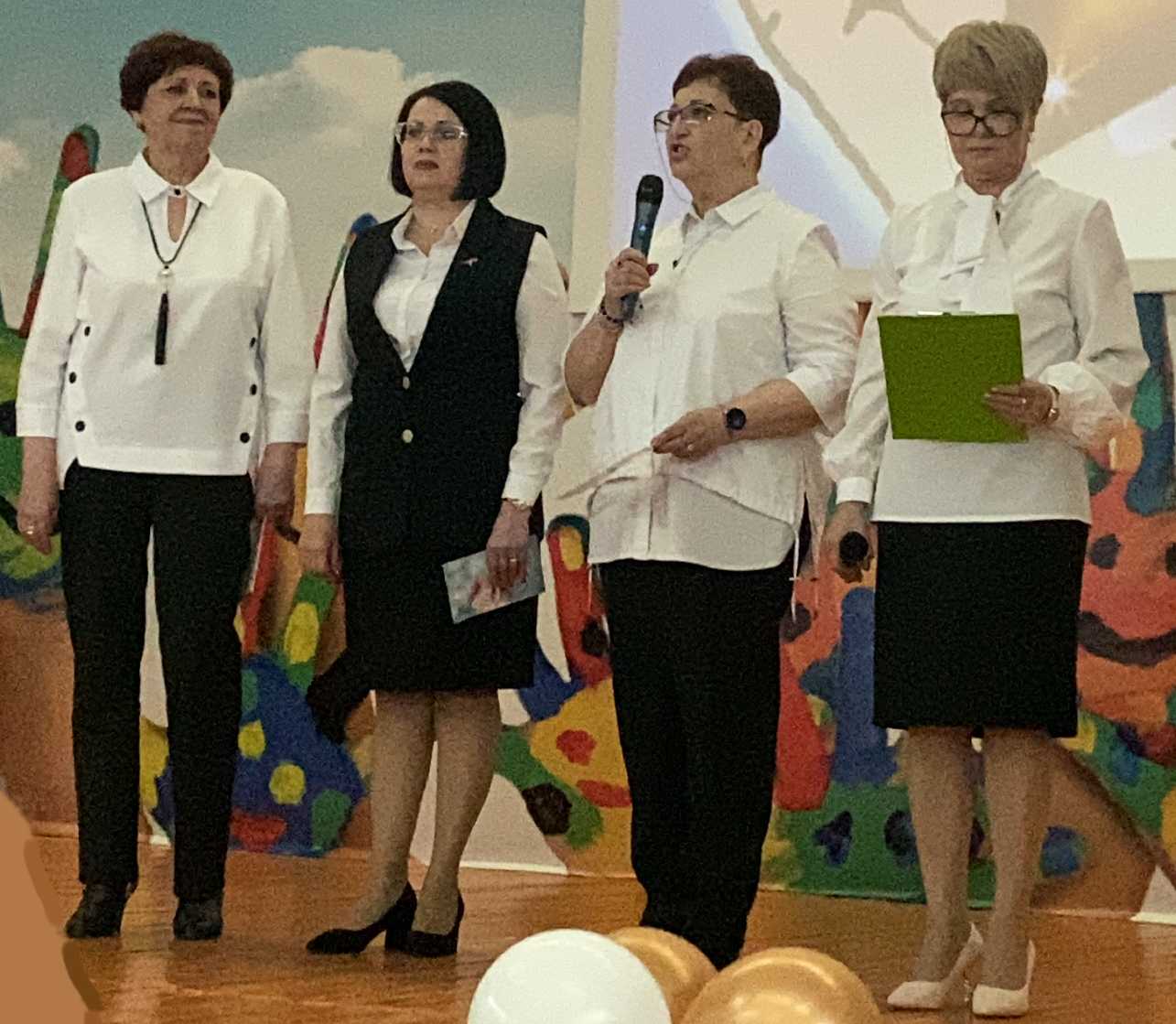
Завуческий состав 10 школы в начале 2023 года

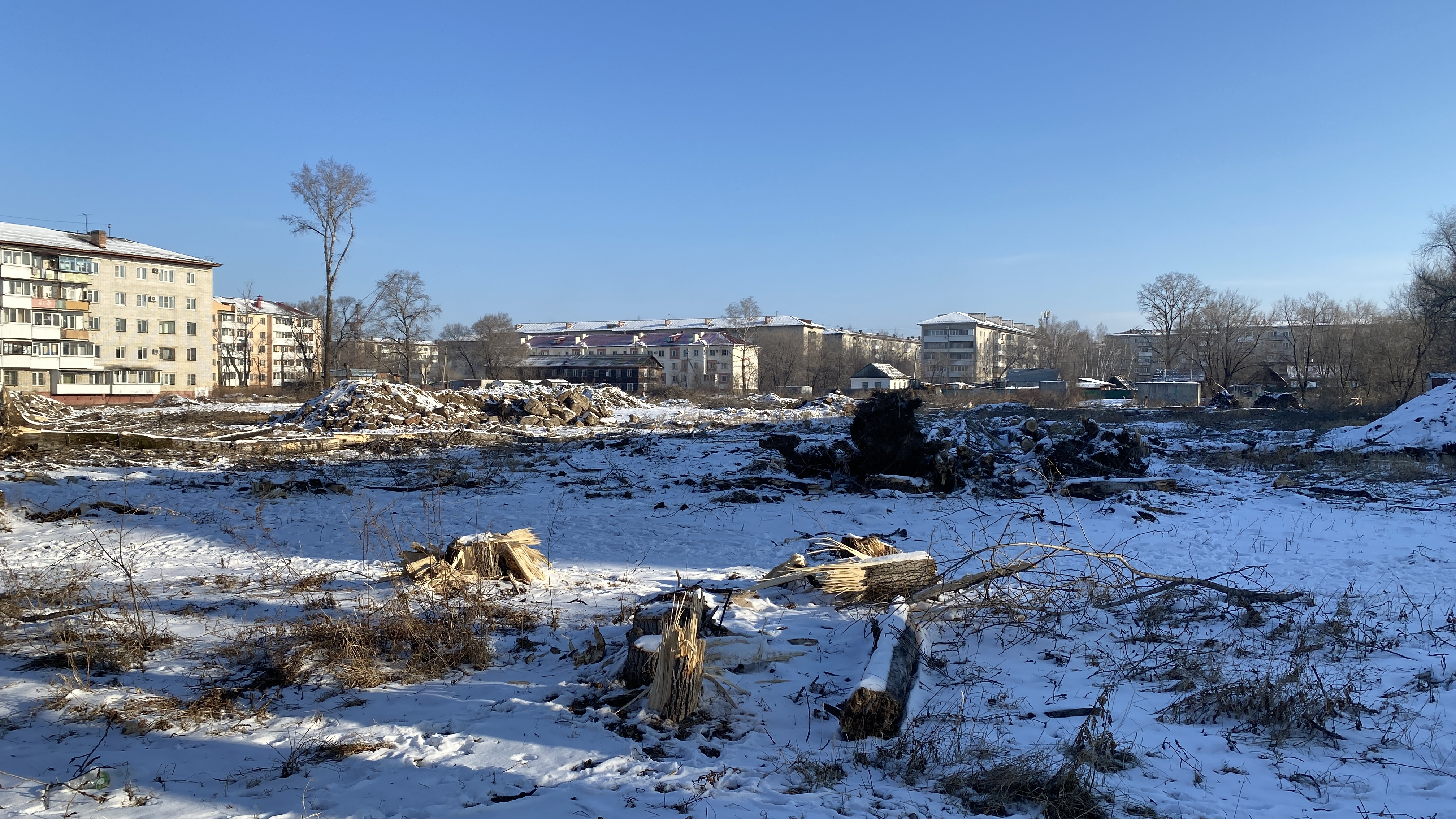
Поле на месте школы

После начала Великой Отечественной войны на фронт отправились учителя-мужчины. Директор школы был тяжело ранен, а учитель физики Иосиф Синайко погиб.
Старшеклассники школы № 10 проходили практику в цехах завода «Дальсельмаш». В 1991 году в школе было введено преподавание языка идиш. В последней четверти 2009—2010 учебного года в рамках эксперимента в школе было введено преподавание предмета «Основы православной культуры и светской этики». Школа № 10 внесена в национальный реестр лучших образовательных учреждений России.
15 марта 2022 года была проведена пресс-конференция с мэром Биробиджана, где обсуждался вопрос демонтажа и постройки нового здания школы. 28 апреля снос школы начался. 
3 марта 2023 года школа отметила свой юбилей — 85 лет в здании школы № 14.

## Директора школы

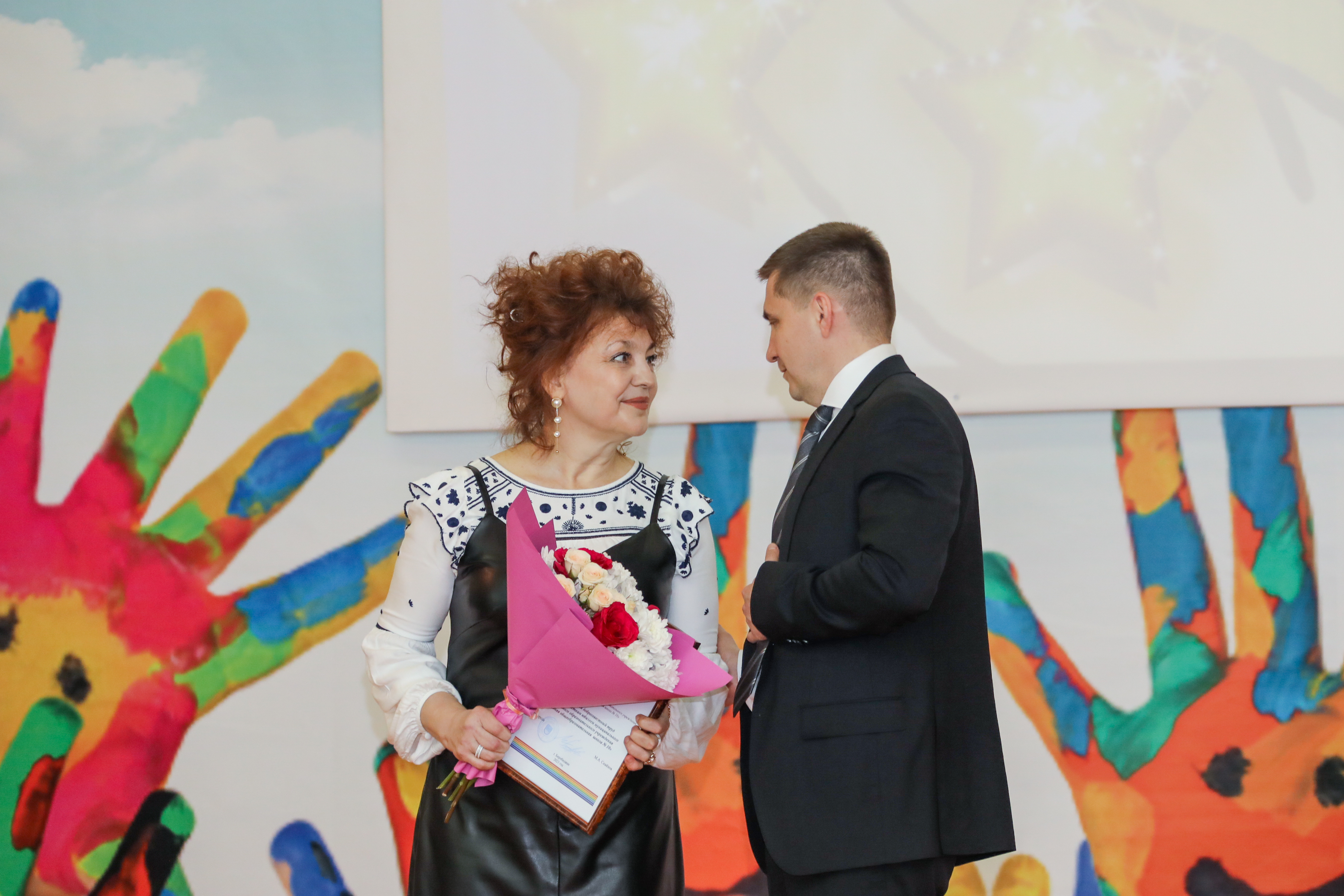
Татьяна Владимировна Осипович, директор, на юбилее школы

| Даты        | Директор                    |
| ----------- | --------------------------- |
| 1938 — 1941 | Мирон Ильич Юдчак           |
| 1948 — 1960 | Елена Абрамовна Вербицкая   |
| 1961 — 1966 | Анна Васильевна Павлова     |
| 1966 — 1968 | Галина Петровна Старостенко |
| 1968 — 1971 | Пётр Павлович Дьяченко      |

| Даты         | Директор                        |
| ------------ | ------------------------------- |
| 1971 — 1986  | Лидия Сергеевна Кунина          |
| 1986 — 1987  | Маргарита Григорьевна Слободчук |
| 1987 — 1998  | Ольга Константиновна Горелик    |
| 1998 — 2014  | Давыдова Наталья Александровна  |
| 2014 — н. в. | Татьяна Владимировна Осипович   |

## Известные ученики
- Алексей Иванович Подуруев (1962 — 1983), участник Афганской войны, кавалер ордена Красной Звезды (посмертно)[5][13]. В холле школы установлен его бюст, перенесённый из закрытого детского лагеря им. Подуруева[14].
- Сергей Викторович Ромашин (1967 — 1996), участник Первой чеченской войны, Герой Российской Федерации (посмертно)[5].
- Павел Чистяков, кавалер Ордена Мужества[5].